# Белмон Бретну
Белмон Бретну (фр. Belmont-Bretenoux) насеље је и општина у јужној Француској у региону Миди Пирене, у департману Лот која припада префектури Фижак.
По подацима из 2011. године у општини је живело 366 становника, а густина насељености је износила 55,04 становника/km². Општина се простире на површини од 6,65 km². Налази се на средњој надморској висини од 340 метара (максималној 406 m, а минималној 146 m).

## Демографија
| 1962. | 1968. | 1975. | 1982. | 1990. | 1999. | 2011. |
| ----- | ----- | ----- | ----- | ----- | ----- | ----- |
| 187   | 211   | 211   | 255   | 311   | 323   | 366   |

График промене броја становника у току последњих година